# Fortaleza de Ajyad
La Fortaleza de Ajyad (en turco otomano: قلعهٔ اجیاد‎, en turco: Ecyad Kalesi), fue una ciudadela otomana que se alzaba sobre una colina con vistas a la Gran Mezquita de La Meca, en la actual Arabia Saudita. Construida a finales del siglo XVIII, fue destruida por el gobierno saudita en 2002 para el desarrollo comercial del Abraj Al-Bait, lo que provocó las protestas de Turquía y de otros musulmanes del mundo.

## Historia
La fortaleza se construyó en 1780 bajo el  eyalato de Habesh (posteriormente valiato de Hiyaz) con el fin de proteger la Kaaba de La Meca de los bandidos e invasores beduinos. La fortaleza cubría unos 23 000 m2 en la montaña Bulbul, (una estribación  de Jebel Kuda) que domina la Gran Mezquita de La Meca desde el sur. El Imperio otomano gobernó un vasto imperio que abarcaba la Arabia, los península balcánica y África del Norte . Sin embargo, el imperio se desintegró a principios del siglo XX y la actual Turquía se estableció como un Estado laico.
Del 1 al 9 de enero de 2002, se demolió la fortaleza de Ajyad y se arrasó la mayor parte del monte Bulbul, con el fin de despejar la zona para un proyecto de construcción de 15 000 millones de dólares 

## Reacciones

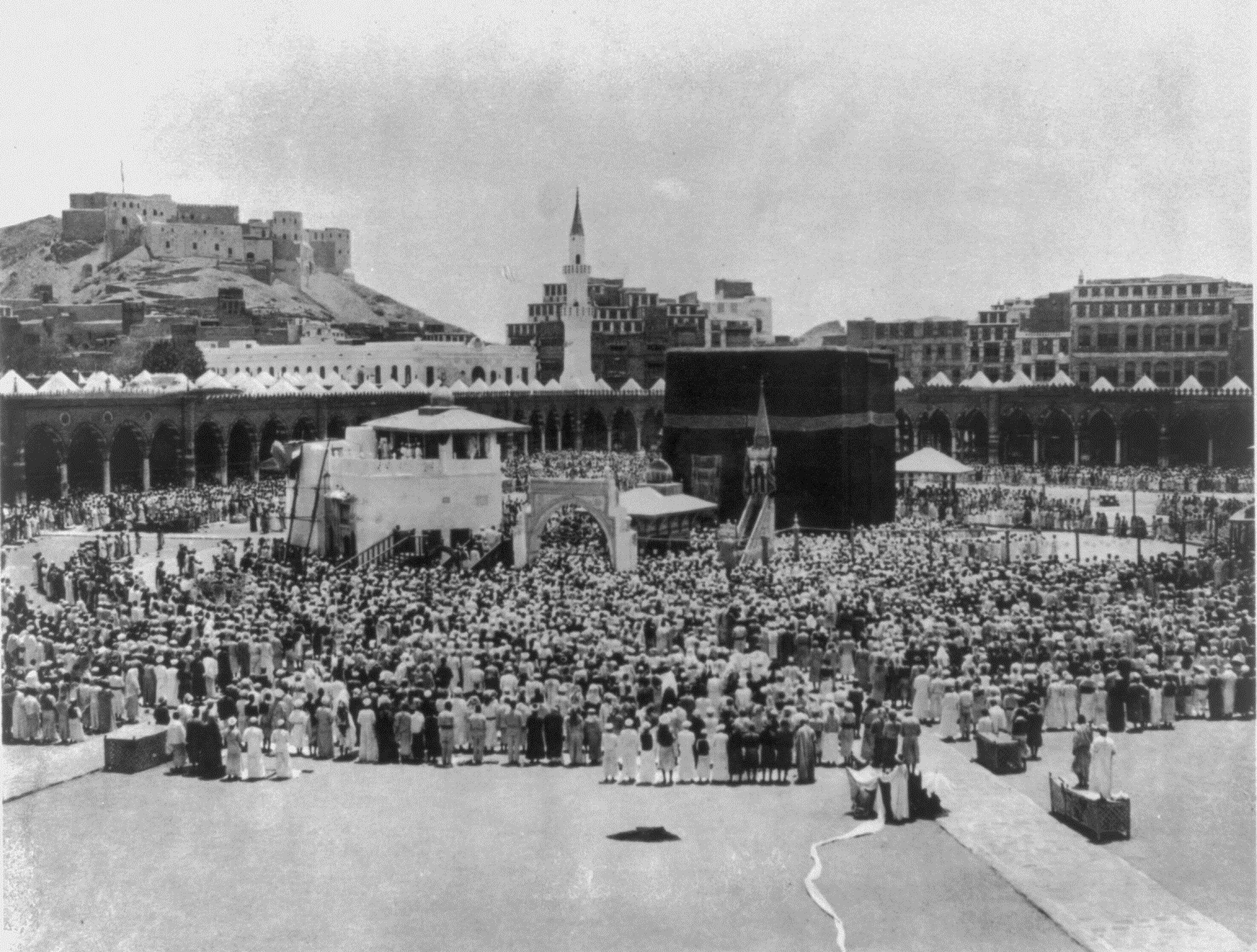
La Fortaleza de Ajyad al fondo de la Kaaba, en 1889.

La destrucción de la estructura histórica suscitó protestas nacionales e internacionales.
El Ministro de Asuntos Exteriores  de Turquía, İsmail Cem İpekçi así como varias instituciones intentaron impedir la demolición. El diputado turco del Partido de la Izquierda Democrática (DSP) Ertuğrul Kumcuoğlu llegó a sugerir un boicot a los viajes a Arabia Saudí. El Ministerio de Cultura y Turismo turco condenó la destrucción de la fortaleza, comparando el acto con la destrucción de los Budas de Bāmiyān y acusando a las autoridades saudíes de «continuar con su política de demolición de sitios del patrimonio otomano». La agencia de noticias francesa Agence France-Presse (AFP) citó al ministro saudita de Asuntos Islámicos, Saleh bin Abdul-Aziz Al ash-Sheikh, afirmando que «nadie tiene derecho a interferir en lo que está bajo la autoridad del Estado». En referencia al componente de vivienda del plan, Al-Sheikh añadió que estaba destinado a alojar a peregrinos del hach a La Meca, y dijo que «esto redunda en interés de musulmanes de todo el mundo».
Sin embargo, la destrucción de éste y otros lugares históricos avivó las críticas contra los saudíes, y se planificó la reconstrucción del castillo, ordenada por el rey en 2001.
Una maqueta a escala 1⁄25 de la fortaleza está incluida junto con otras maquetas arquitectónicas en el parque de miniaturas Miniatürk de Estambul (Turquía).